# Andrzej Florczyk
Andrzej Florczyk (ur. 16 kwietnia 1954 w Stalowej Woli, zm. 2 czerwca 2020 w Lublinie) – polski informatyk i działacz społeczny.

## Życiorys
Ukończył w 1977 Wydział Polonistyki Uniwersytetu Warszawskiego, równolegle studiował też na Wydziale Socjologii tejże uczelni. W 1983 uzyskał doktorat w Instytucie Polityki Naukowej, Szkolnictwa Wyższego i Postępu Technicznego. W latach 1984–1989 pracował jako nauczyciel w szkołach podstawowych i średnich.
W latach 1990–1995 dyrektor Biura Informatyki Urzędu Rady Ministrów, a potem Kancelarii Prezesa Rady Ministrów. W latach 1993–2003 dyrektor Zespołu Informatyki Wyborczej w Krajowym Biurze Wyborczym.
Nadzorował prace kierowanego przez Marcina Bańkowskiego zespołu, który opracował dla zarządzonych na 19 września
1993 roku przedterminowych wyborów parlamentarnych do Sejmu i Senatu RP, system wyborczy spełniający wymagania ordynacji uchwalonej w maku tegoż roku. Przy tworzeniu systemu zastosowano nowoczesne narzędzia projektowe (CASE), natomiast bazę rozproszono terytorialnie. System miał część centralną i 52 lokalne, obsługiwane z 450 stacji końcowych (terminali). Rozwiązanie to pozwoliło sprawnie skonsolidować i ogłosić wyniki w skali kraju. Za to osiągnięcie otrzymał wraz z Marcinem Bańkowskim tytuł InfoStar '93.
Jako Prezes Stowarzyszenia Rozwoju Systemów Otwartych był współorganizatorem I i II Kongresów Informatyki Polskiej. Był też jednym z pomysłodawców powstania PIIT i wspomagał jej tworzenie. Wykładowca akademicki, autor publikacji naukowych z dziedziny socjologii i informatyki.
Odznaczony Złotym Krzyżem Zasługi w uznaniu wybitnych zasług w działalności na rzecz instytucji demokratycznego państwa prawa.